# Hanila
Hanila (estonien : Hanila vald , anciennement allemand : Hannehl) est une ancienne commune rurale d'Estonie située dans le Läänemaa. Sa population était de 1 374 habitants(01 janvier 2012).
En 2017, les communes de Hanila, de Lihula, de Koonga et de Varbla ont fusionné en la commune de Lääneranna rattachée au comté de Pärnu.

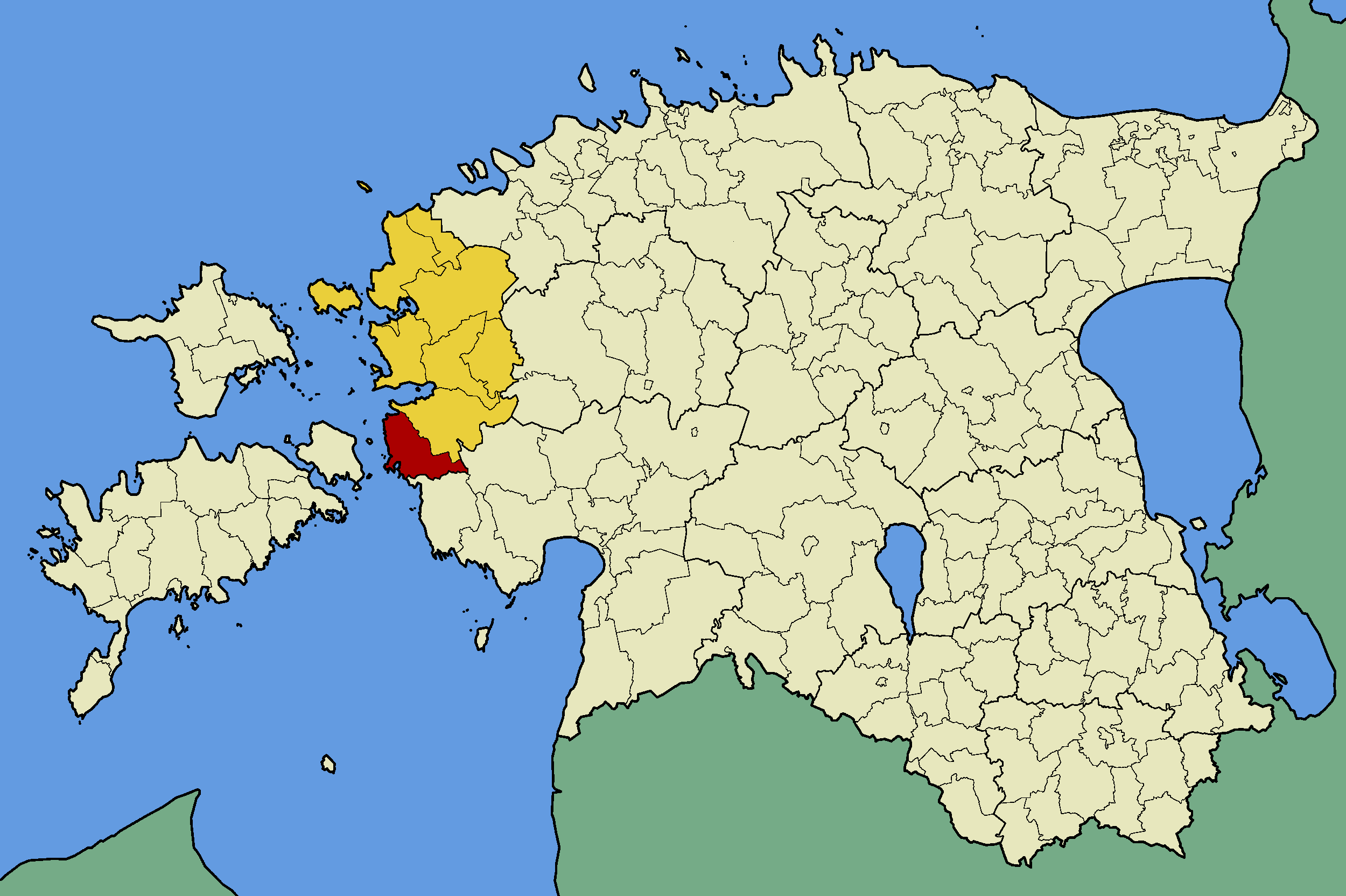
Localisation de la commune de Hanila.

## Composition
Là commune d'Hanila regroupait une ville et 28 villages : 

### Ville
- Virtsu

### Villages
- Hanila,  Esivere, Karuse (anciennement Kerrus ou Karusen), Kaseküla, Kause, Kinski, Kiska, Kokuta, Kuke, Kõera, Kõmsi, Linnuse, Lõo, Massu (anciennement Massau), Mõisaküla, Mäense, Nehatu (anciennement Nehhat), Numsi, Pajumaa, Pivaroots (anciennement Paulsruhe), Rame,  Rannaküla, Ridase, Salevere, Ullaste, Vatla (anciennement Wattel) village connu pour son ancien manoir, Voose (anciennement Wosel) et Äila.

## Monument de Schiller
La baronne Dorothea Augusta von Rosen (1781-1826), née von Helwig, fait ériger en 1813 le monument le plus ancien dédié à Schiller sur la presqu'île de Puhtu (à l'époque Pucht). 
On peut y voir aujourd'hui une copie datant de 1958, l'original se trouvant au musée d'Haapsalu. 
On peut y lire: « Dem Andenken Friedrichs von Schiller Teutschland erhabenem Dichter und Liebling der Musen, gedwimet 1813. » et à l'arrière: « Die Dichtkunst reicht dir ihre Gütterrechte schwingt sich mit dir den ewgen Sternen zu. Mit einer Glorie hat sie dich umgeben. Du Schufst fürs Herz, du wirst unsterblich leben. »